# Njala
Njala ist eine Stadt in Sierra Leone. Sie liegt im Distrikt Moyamba, in der Provinz Southern. Die Stadt ist bekannt für ihre Universität, die Njala-Universität.